# گمینا چرووناک
گمینا چرووناک (به لهستانی:  Gmina Czerwonak) یک گمینا در لهستان است که در شهرستان پوزنانگ واقع شده‌است. گمینا چرووناک ۸۲٫۲۴ کیلومتر مربع مساحت و ۲۳٬۶۹۲ نفر جمعیت دارد.